# 毛俊輝
毛俊輝，BBS（1947年2月3日—），生於上海，2001年4月1日起擔任香港話劇團藝術總監，2008年3月31日卸任，歷時七年，現為香港話劇團的桂冠導演。

## 簡歷
毛俊輝年少時隨父母從上海移居香港後在昔日位於九龍城的伯特利中學讀書（1964年中六），後在浸會學院外文系修讀英國文學，1968年到美國愛荷華大學進修戲劇，追隨演技導師桑福德·邁斯納學習，獲得戲劇藝術碩士學位，留美期間投身劇場、電影、電視的導演和演戲工作，更參與演出百老匯音樂劇，27歲時曾任美國加州拿柏華利劇團藝術總監，及後擔任紐約新美亞劇團副總監。
1985年，毛俊輝回香港任香港演藝學院戲劇學院表演系主任，學生包括黃秋生、詹瑞文、甄詠蓓、謝君豪、劉雅麗、蘇玉華、劉玉翠、李婉華、陳錦鴻及張達明、盧智燊等，直到2001年才轉任「香港話劇團」的藝術總監。
2002年，毛俊輝被發現胃部出現淋巴腫瘤，並在胃部擴散，需立即以手術割除整個胃部，並需接受化療。

## 電影
- 《暴疯语》

## 榮譽
毛俊輝五度榮獲香港戲劇協會香港舞台劇獎「最佳導演獎」及二度榮獲最佳男主角（悲劇/正劇）獎，並獲香港藝術家聯盟頒發「藝術家年獎」。2004年，香港特區政府頒發銅紫荊星章，2005年獲香港演藝學院頒授榮譽院士。2017年獲香港藝術發展獎頒發傑出藝術貢獻獎。 2024年獲香港戲劇協會於第三十二屆香港舞台劇獎頒授「終身成就獎」以表揚毛教授於導演、演藝、戲劇教育及研究等不同範疇之卓越成就與貢獻。

## 家庭
毛俊輝與胡美儀於2004年6月21日在美國註冊結婚。 

## 释
1. ↑   (PDF).   [2019-03-10]. （原始内容 (PDF)存档于2018-10-19）.
2. ↑  . 華僑日報. 1964-07-31: 22  [2022-06-29]. （原始内容存档于2025-04-30）.
3. ↑  .   [2007-06-26]. （原始内容存档于2007-09-30）.
4. ↑  正視「死亡」珍惜生命 生老病死人生必經 （页面存档备份，存于） 成報，2005年5月28日
5. ↑  .   [2007-06-26]. （原始内容存档于2007-09-30）.
6. ↑  .   [2007-06-26]. （原始内容存档于2007-07-14）.
7. ↑  .   [2017-05-26]. （原始内容存档于2017-06-21）.
8. ↑  胡美儀「不斷結婚」才刺激 （页面存档备份，存于） 文匯報, 2005年7月30日

## 相關
- 胡美儀
- 哈姆雷特
- 小飛。

- Fredric Mao 毛俊輝的Facebook專頁
- 毛俊輝在香港影庫上的簡介
- 毛俊輝在互联网电影资料库（IMDb）上的資料（英文）（英文）
- 香港話劇團（页面存档备份，存于）
- 胡人的胡美儀｜毛俊輝頻道(姊妹網站)
- Fredric Channel｜毛俊輝頻道[永久]
- 明報: 毛俊輝 （页面存档备份，存于）